# معركة اسبينوزا دي لوس مونتيروس
وقعت معركة اسبينوزا دي لوس مونتيروس خلال الحروب النابليونية، ودارت رحاها يومي 10 و11 نوفمبر 1808 في قرية اسبينوزا دي لوس مونتيروس الواقعة في جبال كانتابريا. وأدى ذلك إلى انتصار فرنسي تحت قيادة المارشال فيكتور ضد جيش غاليسيا بقيادة الفريق خواكين بليك. 

## الخلفية
كانت انتفاضة الثاني من مايو قد اندلعت ضد الحكم الفرنسي لإسبانيا، ووضعت أيبيريا في ثورة ضد الوجود الفرنسي في شبه الجزيرة. فبدأت حرب الاستقلال الإسبانية في إل بروخ (يونيو 1808)، بينما كانت معركة بايلين (يوليو 1808) بمثابة أول هزيمة مفتوحة للجيش النابليوني.  وبدأ التدخل البريطاني في روليكا (أغسطس 1808)، وبدأت مشاركة نابليون الشخصية في غزو إسبانيا باشتباك قوات خواكين بليك في زورنوزا.

## المعركة
شن فيكتور سلسلة من الهجمات في اليوم الأول والتي قامت بصدها قوات فرقة الشمال التابعة للجنرال لا رومانا، وأوقعت خسائر فادحة. وبحلول الليل كانت قوات بليك لا تزال قائمة في مواقعها. وفي صباح يوم 11 نوفمبر، استعاد فيكتور توازنه وقام بتنسيق هجوم فرنسي ضخم اخترق الجناح الأيسر لبليك وأخرج الإسبان من الساحة. 
وشن الجنرال أسيفيدو هجومًا مضادًا، باستخدام لواءين من الفرقة الأستورية، كل منهما حوالي خمسة آلاف جندي، بقيادة كايتانو فالديس إي فلوريس وغريغوريو برنالدو دي كيروس. واتجهت القوات إلى أسفل التل وسط وابل من نيران البنادق من لواء ميزون من الغداريين، مما أدى إلى تحمل الضباط الإسبان، الذين في المقدمة على رأس المجندين قليلي الخبرة، العبء الأكبر من النار؛ وقُتل الجنرال كيروس وأصيب كل من فالديس وأسيفيدو بجروح خطيرة، وأصيب الأخير بالعمى. وتكبد جيش اليسار المهزوم أكثر من خمسة آلاف ضحية. 
قاد بليك رجاله المتبقين من خلال تراجع بطولي غربًا عبر الجبال هربًا من مطاردة سولت. ومع ذلك، عندما وصل بليك إلى ليون في 23 نوفمبر، لم يبق سوى 20 ألفًا من رجاله، وهم في حالة سيئة للغاية. 

## النتائج
بدأ غزو نابليون لإسبانيا في معركة توديلا.

## في الثقافة الشعبية
- المسدس ، بقلم سي إس فورستر (مؤلف سلسلة هوراشيو هورنبلور)، يبدأ بالانسحاب الإسباني من إسبينوزا.